# Kristin Adams (actrice)
Pour les articles homonymes, voir Kristin Adams et Adams.
Kristin Adams, née le 26 juillet 1982, est une actrice canadienne.

## Filmographie
- 1999 : Jonovision (série télévisée) : Meghan
- 1999 : At the Mercy of a Stranger (téléfilm) : Stephanie Cooper
- 2000 : Dear America: A Line in the Sand (court métrage télévisé) : Mittie Roe
- 2001 : Seuls dans le noir (téléfilm) : Teenage Girl
- 2002 : Soul Food : Les Liens du sang (série télévisée) : Michelle
- 2002 : Street Time (série télévisée) : Carla
- 2003 : La Révolte des anges (Falling Angels) : Sandy Field
- 2003 : Playmakers (série télévisée) : Juicy Girl / O.D. Girl
- 2003 : True Crimes: The First 72 Hours (série télévisée documentaire) : Janet Piercy
- 2004 : Bury the Lead (série télévisée) : Antoinette Rhyne
- 2004 : Childstar : Natalie, la petite amie
- 2005 : The Archer (court métrage) : Girl in Car
- 2005 : La Vérité nue (Where the Truth Lies) : Alice
- 2005 : Beach Girls (mini-série) : Clare (6 épisodes)
- 2005 : The Waldo Cumberbund Story (court métrage) : Wanda Gladstone
- 2006 : Ninth Street Chronicles (court métrage) : Cheryl
- 2006 : Absolution (téléfilm) : Bettina jeune
- 2008 : Who Is KK Downey? : Sue Byrkritt
- 2009 : Manson, My Name Is Evil : Dorothy
- 2011 : My Babysitter's a Vampire (série télévisée) : Annie Vee
- 2011 : Les Kennedy (mini-série) : Cynthia (2 épisodes)
- 2011 : Good Boy (court métrage) : The Mom
- 2011 : An Insignificant Harvey : Dakota Dixon
- 2011 : Down the Road Again : Legal Secretary
- 2013 : The Good Escape (court métrage) : Polly
- 2014 : Jihad Gigolo (court métrage) : Stay-at-home Mom
- 2015 : Saving Hope (série télévisée) : Christine